# أومسك
أومسك (بالروسية: Омск) هي إحدى مدن روسيا في الكيان الفدرالي الروسي أومسك أوبلاست.

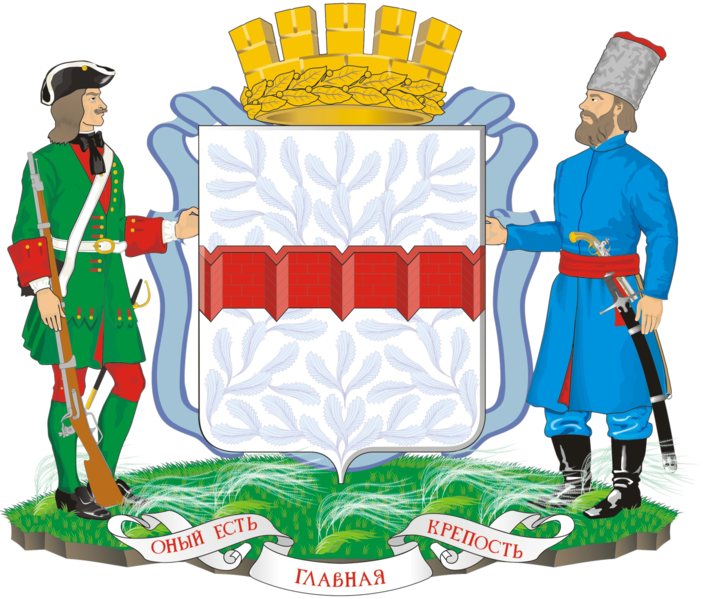

تقع مدينة اومسك في منطقة مصب نهر اوم في نهر إيرتيش وهي ميناء ضخم على هذا النهر ومن اضخم المراكز الصناعية والثقافية والتعليمية في غرب سيبيريا. يبلغ تعداد نفوس المدينة حوالي 1.2 مليون نسمة وتبلغ مساحتها 567 كيلومترا مربعا وتبعد عن العاصمة موسكو 2555 كيلومترا. كانت المدينة حتى عام 1990 مغلقة امام الاجانب لكونها مركزا اساسيا للمجمع الصناعي العسكري.

## نبذة عن تاريخ المدينة
تأسست المدينة عام 1716 كقلعة لفصيل من القوزاق انيطت به مهمة توسيع وتوطيد حدود الدولة الروسية بأمر من الإمبراطور بطرس الأكبر، وبقيت هذه القلعة الحصن على وضعها حتى عام 1797 .
في عام 1760 بنيت على الضفة اليمنى لنهري اوم وايرتيش قلعة جديدة أصبحت فيما بعد مركزا لجميع النقاط الحدودية وكان سكانها من العسكريين وعوائلهم.
خلال الحرب الاهلية كانت المدينة مسرحا للنزاع من اجل السلطة، حيث أصبحت المدينة عاصمة لحكومة الاميرال كولتشاك عام 1918 وبعد عام تمكنت وحدات الجيش الأحمر من استرجاع المدينة وطرد الحرس الأبيض منها. بعد تثبيت السلطة السوفيتية فيها بدأت المدينة بالتوسع والازدهار حيث افتتحت فيها مصانع ومؤسسات تعليمية وطبية حديثة.
خلال الحرب الوطنية العظمى (1941 – 1945) اجليت إلى المدينة مجموعة كبيرة من المصانع الحربية وكان هذا عاملا مهما في تطورها وازدهارها اللاحق. بعد انتهاء الحرب بقيت جميع المصانع في المدينة واستمرت في الإنتاج وشكلت هذه المصانع اساس المجمع الصناعي العسكري.

## المعالم المعمارية والتاريخية للمدينة
توجد في المدينة معالم معمارية وتاريخية عديدة إضافة إلى المتنزهات والنوافير والجسور الكثيرة التي تربط ضفتي النهر. من المعالم التاريخية في المدينة:
قلعة اومسك، التي هي عبارة عن حصن على الخط الدفاعي لسيبيريا. وتفيد المصادر التاريخية ان القلعة في بداية الامر كانت عبارة عن خطين دفاعيين بالقرب من مصب نهر اوم ويضم سور القلعة أربعة بوابات وكانت المباني داخل سور القلعة موزعة بشكل عشوائي وفي وسطها بنيت كنيسة سيرغي رادونيجسكي الخشبية اما حول الساحة المركزية فبنيت المباني الحكومية وحولها المباني السكنية ومستودعات المواد الغذائية والبارود والاسلحة وغيرها.
كاتدرائية صعود العذراء – شيدت هذه الكاتدرائية في القرن الـ 19 على الساحة التي كانت تسمى انذاك «ساحة المجلس التشريعي» ولكن بعد ان انجز تشييد الكاتدرائية أصبحت الساحة تسمى بـ «ساحة الكاتدرائية» حيث كانت تقام الاحتفالات الدينية والشعبية. هدمت الكاتدرائية في العهد السوفيتي واعيد بناؤها عام 2007 طبقا لصور وتصاميم المبنى القديم. يعتبر مبنى الكاتدرائية من المعالم المعمارية الفريدة، حيث ادرج ضمن البوم (كاتالوج) المعابد العالمية، ويعتبره الخبراء «لؤلؤة الفن المعماري الروسي».
قصر التاجر باتيوشكوف – شيد هذا القصر خلال عامي 1901 و1902 ليكون مسكنا للتاجر وعائلته، ولكن بعد ان استولى الاميرال كولتشاك على المدينة واعلنها عاصمة لروسيا عام 1918 أصبح القصر مقرا لحكومته. حاليا القصر هو مكتب تقام فيه مراسم تسجيل الزواج.

## توأمة
لأومسك اتفاقيات توأمة مع كل من:
- بافلودار (4 أغسطس 2007 -)[44]
- بتروبافل (12 يونيو 2003 -)[45]
- وودج
- لوبلين
- غدانسك (2 أغسطس 2008 -)[46]
- سيمفروبول (4 أغسطس 2008 -)[47]
- كايفنغ (4 أغسطس 2007 -)[48]
- بوخوف (23 أبريل 1996 -)[49]
- كارلوفي فاري
- جينجو (4 أغسطس 2007 -)[50]
- ميلواكي
- أنغارسك
- أنطاليا (27 نوفمبر 2012 -)[51]
- براتسك
- بريانسك (31 يوليو 2010 -)[52]
- بورغاس
- فوزهو (13 أغسطس 2013 -)
- غوميل (10 سبتمبر 2010 -)[53]
- غورنو-ألتايسك (31 يوليو 2010 -)
- كالينينغراد (1 يوليو 2006 -)[54]
- كراسنويارسك (2011 -)[55]
- مينسك (3 مارس 2013 -)[56]
- نوفوسيبيرسك (5 أغسطس 2006 -)[57]
- بينزا (31 يوليو 2010 -)[58]
- ستافروبول (21 سبتمبر 2013 -)[59]
- تشيليابنسك (11 نوفمبر 2002 -)[60]
- أولان-أودي

## أعلام
- لودميلا رادتشينكو
- إينوكيتي أنينسكي
- غينادي كومناتوف
- دميتري سيتشيف
- ألكسندر فولكوف
- أندري فورونتسيفيتش